# Avia International
Avia International – szwajcarskie zrzeszenie niezależnych operatorów stacji paliw.
Firma powstała w Zurychu w 1934 roku. W modelu franczyzowym zrzesza obecnie 90 przedsiębiorstw posiadających ponad 3000 stacji w 15 europejskich państwach. Avia zajmuje siódme miejsce wśród największych operatorów stacji paliw w Europie. Obecna jest w Szwajcarii (600 stacji), Niemczech (865 stacji), Austrii, Belgii, Bułgarii, Hiszpanii, Francji (710 stacji), na Węgrzech (95 stacji), we Włoszech, w Holandii, w Polsce, Portugalii, Serbii, w Czechach i na Ukrainie.
Do lipca 2023 roku w Polsce działało 122 stacji paliw marki Avia. Od 2019 roku stacje paliw Avia w Polsce współpracują z siecią Carrefour, która prowadzi przy nich małe sklepy Carrefour Express. Od 2018 roku polski partner Avia International, Unimot buduje stacje paliw pod marką szwajcarskiej sieci na Ukrainie.